# Nahuel Guzmán
Nahuel Ignacio Guzmán Palomeque (født 10. februar 1986 i Rosario, Argentina), er en argentinsk fodboldspiller (målmand).
Guzmán spiller for Tigres UANL i den mexicanske liga, som han har repræsenteret siden 2014. Tidligere har han spillet en årrække hos Newell's Old Boys i hjembyen Rosario.

## Landshold
Guzmán har (pr. maj 2018) spillet seks kampe for det argentinske landshold. Han var med holdet med til at vinde sølv ved Copa América i både 2015 og 2016, og var desuden med i truppen til VM 2018 i Rusland.